# Sigalion arenicola
Sigalion arenicola är en ringmaskart som beskrevs av Addison Emery Verrill 1880. Sigalion arenicola ingår i släktet Sigalion och familjen Sigalionidae. Inga underarter finns listade i Catalogue of Life.